# ...Baby One More Time (노래)
"...Baby One More Time"은 미국의 팝 가수 브리트니 스피어스의 데뷔 싱글이자 동명의 첫 정규 음반 ...Baby One More Time의 첫 싱글이기도 하다. 이 싱글은 1998년 10월 23일 미국에서 자이브 레코드를 통해 발매되었다. 이 곡은 맥스 마틴에 의해 만들어졌는데, 원래 미국의 밴드 TLC를 위한 곡이였다. 하지만 TLC가 이 노래를 거부해 결국 마틴과 스피어스가 앨범의 수록곡으로 녹음을 하기로 결정한다. 노래의 가사는 한 애인을 떠나보내고 후회하는 그런 내용이다.
이 노래는 세계적으로 좋은 평을 받았다. 또한 그래미상 최우수 여자 팝 보컬 퍼포먼스 후보에 오르기도 했다. "...Baby One More Time"은 발매되고나서 곧 세계적으로 대성공을 거두었는데, 호주, 캐나다, 뉴질랜드, 미국과 유럽의 거의 모든 나라에서 1위에 올랐다. 영국에서는 그 해 가장 많이 팔린 싱글 중 하나였고, 가장 짧은 시간 안에 최고의 판매고를 올린 싱글이기도 했다. 이 싱글은 9백 만장 이상의 판매고를 올렸다.

## 뮤직 비디오

### 촬영
뮤직 비디오는 1998년 8월 7일과 8일, 이틀간 캘리포니아주 로스앤젤레스에서 나이젤 딕 감독에 의해 촬영이 진행되었다. 나이젤 딕은 브리트니와 뮤직비디오 촬영을 시작한다는 것을 동료들에게 알리자, 동료들은 딕을 비난하고 나섰다. 딕은 이렇게 말했다 "난 브리트니 스피어스에 대해 아무것도 모르지만, 이것은 멋진 노래이다". 또한 딕은 미키 마우스 클럽에서 브리트니를 본 적이 있다고 했다.
뮤직 비디오는 원래 어린 아이들의 눈높이에 맞춰 촬영하려 했지만, 브리트니는 자신 팬들의 의견을 반영해 학교를 설정으로 촬영하는 것을 원했다. 스피어스는 딕에게 춤 동영상을 보여주며 설득하기 시작했고, 결국 브리트니의 뜻대로 결정되었다.
딕은 뮤직 비디오 중 브리트니의 의상을 청바지와 간단한 티셔츠쯤으로 생각하고 있었는데, 스피어스는 여학생 교복을 원해 그것으로 결정되었다.

### 반응
"...Baby One More Time"의 뮤직 비디오는 브리트니 스피어스를 스타덤으로 올리는 데에도 한몫을 했다. 비디오 중 여학생 교복 의상은 스피어스를 나타내는 상징적인 것 중 하나로 간주돼 라스베이거스의 하드락 호텔앤드카지노에 전시되어 있다. 뮤직 비디오는 당시 사회에 엄청난 파급력을 가졌는데, 학부모들로부터 비난을 받기도 했다.
1999년에 열린 MTV 비디오 뮤직 어워드에선 "...Baby One More Time"이 최우수 팝 비디오, 최우수 안무, 최우수 여자 비디오 부문 후보에 올랐다. 2001년, VH1가 선정한 역대 뮤직비디오 중 이 뮤직비디오는 90위에 오르기도 했다. 또한 2010년 5월 발표된 로이터통신에 따르면 "...Baby One More Time" 뮤직비디오가 3위에 올랐다.

## 트랙 리스트
| 오스트레일리아 CD 싱글 (1835) 1. "…Baby One More Time" — 3:30 2. "…Baby One More Time" [Instrumental] — 3:30 3. "Autumn Goodbye" 3:41 4. "…Baby One More Time" [Davidson Ospina Club Mix] — 5:40 5. "...Baby One More Time" (Video) 유럽 2-트랙 CD (0581692) 1. "…Baby One More Time" — 3:30 2. "…Baby One More Time" [Instrumental] — 3:30 영국 CD #1/맥시 싱글 (52169) 1. "…Baby One More Time" — 3:30 2. "…Baby One More Time" [Sharp Platinum Vocal Remix] — 8:11 3. "…Baby One More Time" [Davidson Ospina Club Mix] — 5:40 영국 한정 CD #2 (52275) 1. "…Baby One More Time" — 3:30 2. "…Baby One More Time" [Instrumental] — 3:30 3. "Autumn Goodbye" — 3:41 | 프랑스 CD 싱글 / The Singles Collection 박스세트 싱글 1. "…Baby One More Time" — 3:30 2. "Autumn Goodbye" — 3:41 미국 CD 싱글 (42545) 1. "…Baby One More Time" — 3:30 2. "Autumn Goodbye" — 3:41 3. "...Baby One More Time" (Enhanced Video) This issue also came with a collectors fact card inside the single jacket. U.S. 12" Vinyl (42535) - Side A: 1. "…Baby One More Time" [Davidson Ospina Club Mix] — 5:40 2. "…Baby One More Time" [Davidson Ospina Chronicles Dub] — 6:30 3. "…Baby One More Time — 3:30 - Side B: 1. "…Baby One More Time" [Sharp Platinum Vocal Remix] — 8:11 2. "…Baby One More Time" [Sharp Trade Dub] — 6:50 |

## 차트
| 차트 (1998/1999)        | 최고 기록 |
| ----------------------- | --------- |
| 오스트레일리아          | 1         |
| 오스트리아              | 1         |
| 벨기에(플랜더스)        | 1         |
| 벨기에(왈로니아)        | 1         |
| 캐나다(캐나디안 핫 100) | 1         |
| 덴마크 (IFPI)           | 1         |
| 유러피안 핫 100 싱글    | 1         |
| 핀란드                  | 1         |
| 프랑스                  | 1         |
| 독일                    | 1         |
| 아일랜드 (IRMA)         | 1         |
| 네덜란드                | 1         |
| 뉴질랜드                | 1         |
| 노르웨이                | 1         |
| 스웨덴                  | 1         |
| 스와질랜드              | 1         |
| 영국 싱글 차트          | 1         |
| 미국 (빌보드 핫 100)    | 1         |
| 미국 (빌보드 팝 송)     | 1         |

| 국가           | 순위 |
| -------------- | ---- |
| 오스트레일리아 | 2    |
| 오스트리아     | 3    |
| 벨기에         | 1    |
| 유럽           | 3    |
| 독일           | 3    |
| 이스라엘       | 1    |
| 스와질랜드     | 3    |
| 영국           | 1    |
| 미국           | 5    |

| 차트 (1990-1999)   | 순위 |
| ------------------ | ---- |
| 미국 빌보드 핫 100 | 78   |
| 이스라엘           | 24   |

| 국가 | 순위 |
| ---- | ---- |
| 영국 | 25   |

| 국가           | 인증기관 | 음반 판매량 인증 | 판매량 및 출하량 |
| -------------- | -------- | ---------------- | ---------------- |
| 오스트레일리아 | ARIA     | 3× 플래티넘      | 270,000          |
| 오스트리아     | IFPI     | 플래티넘         | 500,000          |
| 프랑스         | SNEP     | 플래티넘         | 575,000          |
| 독일           | IFPI     | 3× 골드          | 950,000          |
| 네덜란드       | NVPI     | 플래티넘         | 110.000          |
| 뉴질랜드       | RIANZ    | 플래티넘         | 20,000           |
| 노르웨이       | IFPI     | 2× 플래티넘      | 25,000           |
| 스웨덴         | IFPI     | 플래티넘         | 30,000           |
| 스와질랜드     | IFPI     | 플래티넘         | 70,000           |
| 영국           | BPI      | 2× 플래티넘      | 1,580,000        |
| 미국           | RIAA     | 플래티넘         | 1,750,000        |

## 같이 보기
- 1999년 빌보드 핫 100 차트 1위 목록